# Fly Me to the Moon
«Fly Me to the Moon» (укр. Приведи мене на Місяць)— популярна стандартна пісня, написана Бартом Ховардом в 1954 році. Спочатку вона була названа «In Other Words» (укр. Інакше кажучи) і виконана Фелісією Сандерс в кабаре. Пісня стала відомою в народі як «Fly Me to the Moon» з першого разу, і після декількох років видавці зробили цю назву офіційною.

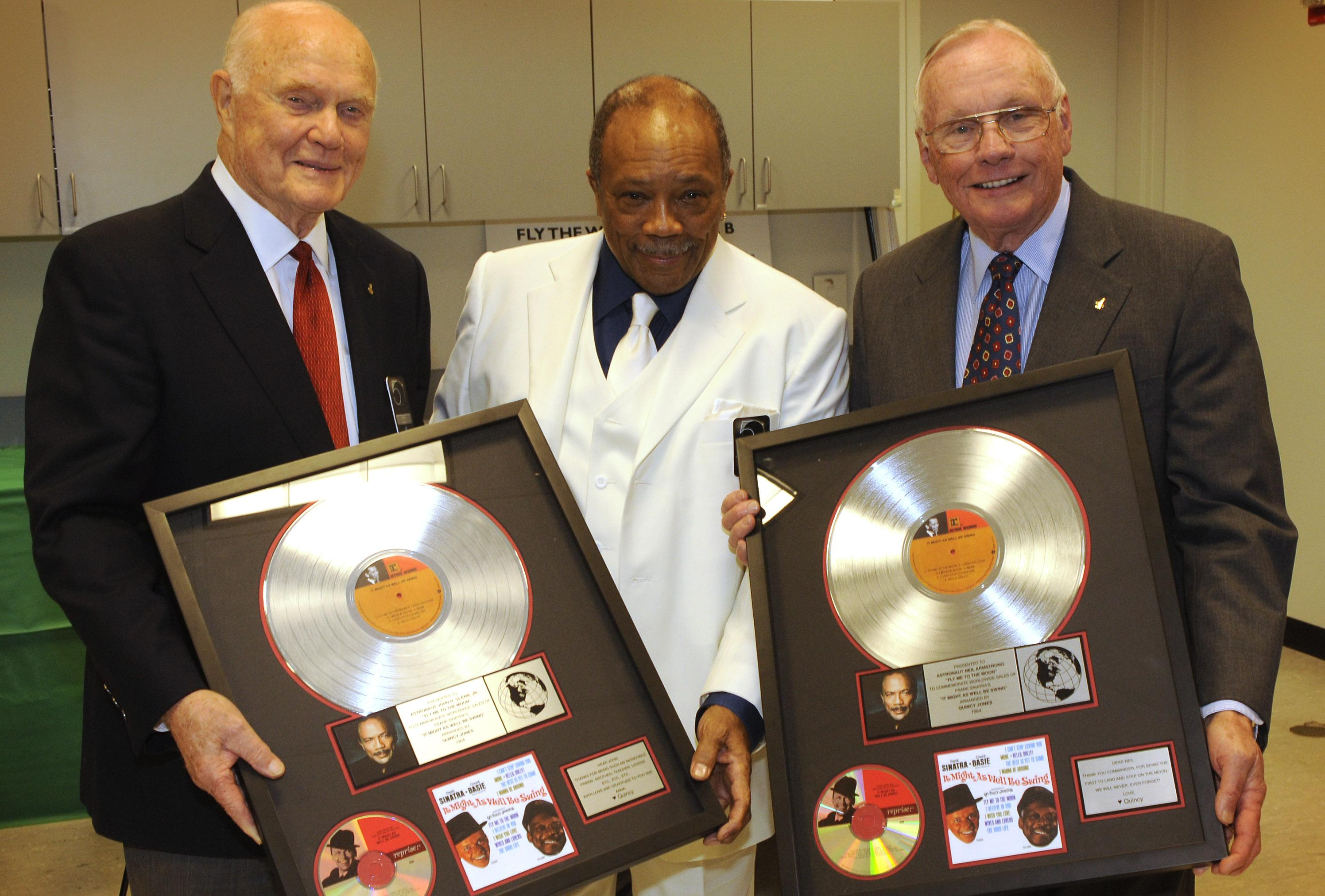
Quincy Jones presents platinum copies of "Fly Me to the Moon" to Senator John Glenn and Apollo 11 Commander Neil Armstrong.

 У 1996 році в гран-прі журналу «Animage» пісня посіла п'ятнадцяте місце серед найкращих пісень з фінальних роликів аніме, як закінчення серіалу «Євангеліон». У 1997 році пісня піднялася до чотирнадцятого місця.
В різний час «Fly Me to the Moon» виконували Френк Сінатра, Astrud Gilberto, Доріс Дей, Тоні Беннетт, Метт Монро, Ейпріл Стівенс, Вес Монтгомері, Olivia, Джулі Лондон, Jazzamor, Агнета Фельтскуг та інші.